# Famille Kennedy
Le clan Kennedy est une famille américaine d'origine irlandaise, ayant donné aux États-Unis de nombreuses personnalités politiques issus du Parti démocrate tout au long du XXe siècle puis du XXIe siècle. Les Kennedy sont principalement implantés en Nouvelle-Angleterre, et particulièrement dans la région de Boston, dans le Massachusetts. Le membre le plus illustre de la famille est John Fitzgerald Kennedy, 35e président des États-Unis, assassiné au cours de son mandat en 1963.
Cette famille ne doit pas être confondue avec le clan écossais Kennedy ou avec la famille française de Kennedy dite de Candy, barons du Boulou, également d'origine irlandaise.

## Étymologie du nom
Selon Le Robert des noms propres, le nom Kennedy vient de l'irlandais Cinnéidigh qui signifie « tête casquée » (un sobriquet peut-être donné à une personne à la tête déformée[réf. nécessaire]).

## Histoire
Les premiers membres connus sont issus du clan Kennedy vivant en Irlande, originaires du comté de Wexford. Il s'agit du fermier Thomas Kennedy (1703-1788) et Rose Elizabeth Davis (1706–1790) ; leur fils John Kennedy I (1738–1804) était un fermier local qui épousa Bridget Shallow (1744–1814) en 1765 ; leur fils James Kennedy Sr. (1770–1840) était un fermier local et épousa Maria Maiden (1779–1835) en 1798. La famille était riche puisqu'elle possédait plus de 30 hectares de terre, où elle cultivait de l'orge et élevait des bovins. Leur fils, Patrick Joseph Kennedy, né à Dunganstown en Irlande en 1823 et mort à Boston le 22 novembre 1858, fermier également a émigré aux États-Unis en 1849. Son fils, l'homme d'affaires Patrick Joseph Kennedy, épouse Mary Augusta Hickey (1857–1923).
Le « grand clan » Kennedy prit forme avec l'union de leur fils Joseph Patrick Kennedy avec Rose Elizabeth Fitzgerald en 1914. Rose Elizabeth Fitzgerald était la fille de John Francis Fitzgerald (1863–1950) et de Mary Josephine Hannon (1865-1964). Patrick Kennedy et John Fitzgerald étaient tous deux fils d'immigrés irlandais – les Fitzgerald des comtés de Limerick et de Cavan – et étaient devenus membres du Parti démocrate. À leur époque, ils étaient considérés comme les deux plus célèbres hommes politiques de la communauté irlandaise de Boston. En effet, Patrick Kennedy était membre de la Chambre des représentants et du Sénat du Massachusetts, tandis que John Fitzgerald était maire de la ville de Boston et membre du Congrès. Quant à Joseph Kennedy, il devint par la suite ambassadeur des États-Unis au Royaume-Uni, poste qu'il occupa de 1938 à 1940.
Joseph et Rose Kennedy élevèrent leurs quatre fils et leurs cinq filles dans la foi catholique. Après la mort de leur fils aîné Joseph Patrick Kennedy Jr. (25/07/1915 à Brookline – 12/08/1944) en 1944, ils fondèrent tous leurs espoirs sur le cadet, John Fitzgerald Kennedy. Celui-ci devint le plus jeune président des États-Unis en 1961, et le premier de confession catholique. Après son assassinat en 1963, son jeune frère Robert Francis Kennedy (dit « Bobby » ou « Bob » Kennedy) devint le chef de famille. Robert Kennedy, qui occupait le poste de procureur général sous le mandat de son frère et qui devint par la suite sénateur de l'État de New York, se présenta à l’élection présidentielle de 1968, mais il fut à son tour assassiné pendant la campagne.
D'autres membres de la famille s'illustrèrent également en politique, en diplomatie ou dans le droit. Jean Ann Kennedy, dernière fille de Joseph et Rose Kennedy, fut ambassadrice des États-Unis en Irlande de 1993 à 1998. Son frère, Edward Moore Kennedy (dit « Ted » Kennedy), fut sénateur de l'État du Massachusetts de 1962 à sa mort. Le fils de celui-ci, Patrick Joseph Kennedy II, a été représentant du Rhode Island de 1994 à 2011. Kathleen Hartington Kennedy, fille de Robert Kennedy, fut lieutenant-gouverneur du Maryland de 1995 à 2003. Et le frère de celle-ci, Joseph Patrick Kennedy II, fut représentant du Massachusetts de 1987 à 1999. Le fils de ce dernier, Joseph Patrick Kennedy III est représentant du Massachusetts de 2013 à 2021. Quant à Caroline Kennedy, fille de John Fitzgerald Kennedy, elle est ambassadrice des États-Unis au Japon de 2013 à 2017 puis en Australie depuis 2022.
John Fitzgerald Kennedy Jr., fils du président John F. Kennedy, devint quant à lui procureur adjoint de l'État de New York et fut le fondateur du journal George.
Le Kennedy Compound est la résidence familiale de la famille Kennedy à Hyannisport (Massachusetts).

## Quelques portraits

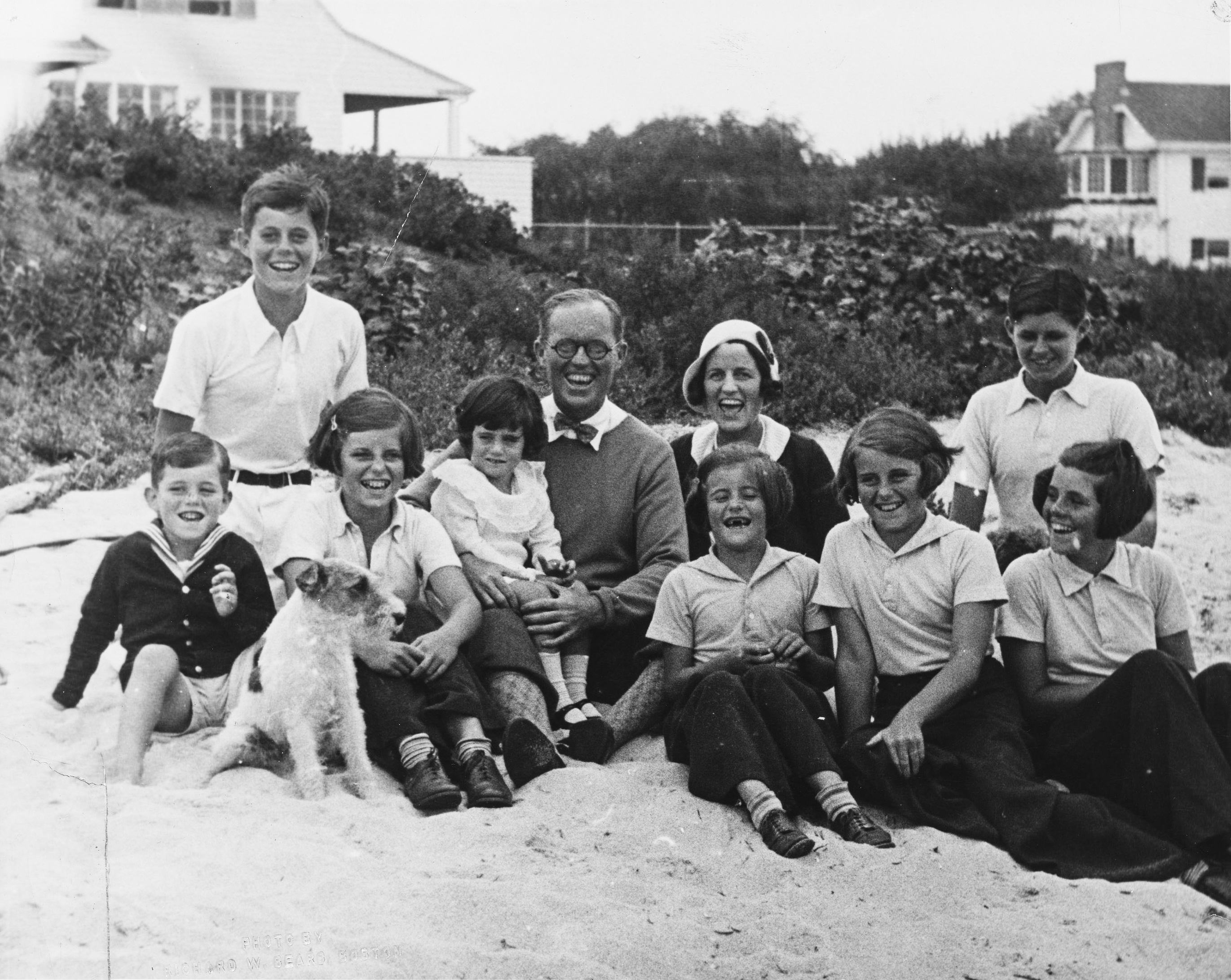
La famille Kennedy à Hyannis Port le 4 septembre 1931. De gauche à droite : Robert Kennedy, John Kennedy, Eunice Kennedy, Jean Kennedy sur les genoux de Joseph Kennedy Sr., Rose Kennedy derrière Patricia Kennedy, Kathleen Kennedy, Joseph Kennedy Jr. derrière Rosemary Kennedy. Edward Kennedy n'est pas encore né. Le chien devant à gauche s'appelle Buddy.

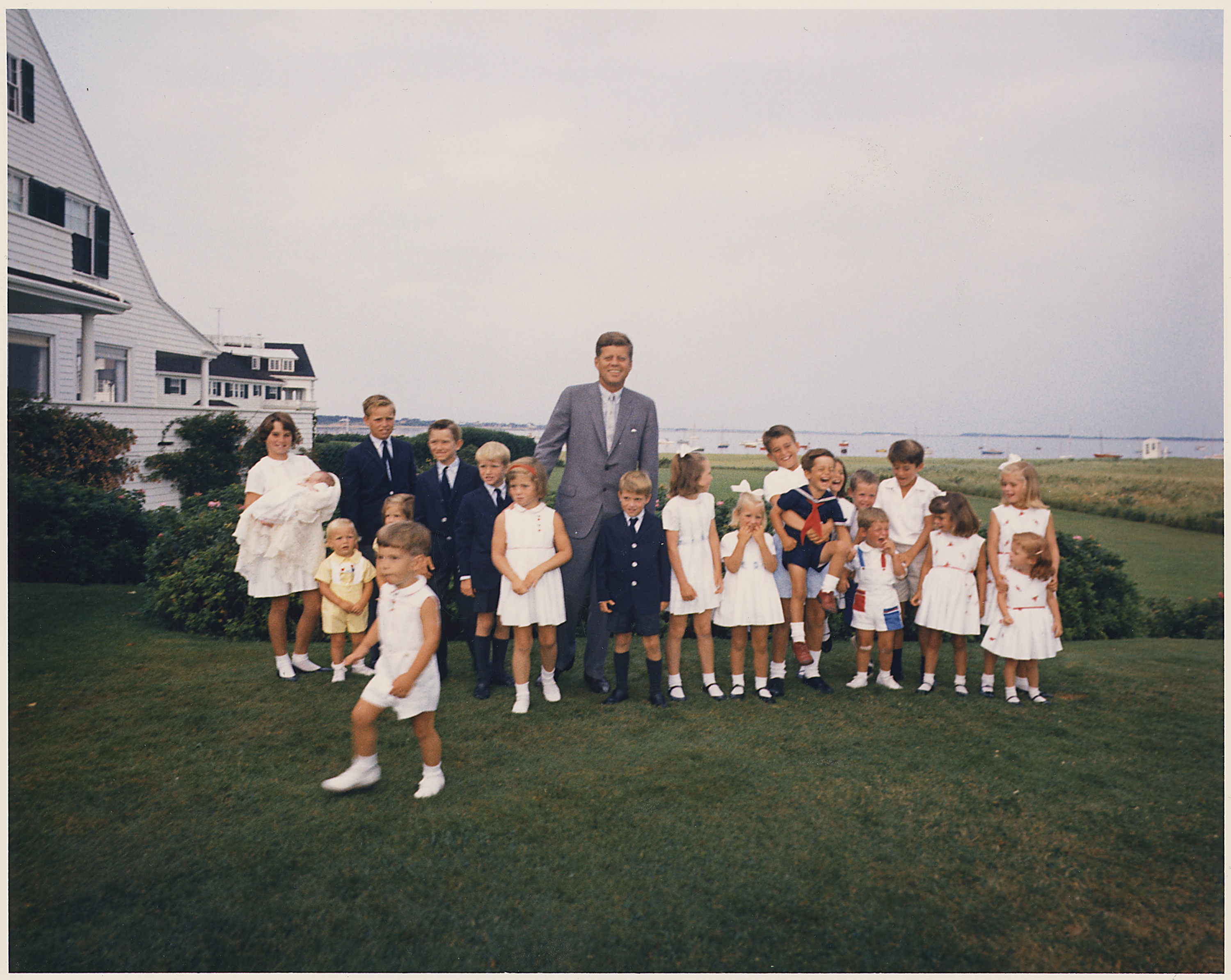
Weekend à Hyannis Port le 3 août 1963. Le président John Fitzgerald Kennedy pose avec ses enfants et ses nombreux neveux et nièces : Kathleen Kennedy tenant dans ses bras Christopher Kennedy, Edward Kennedy Jr., Joseph P. Kennedy II, Kara Kennedy, Robert F. Kennedy Jr., David Kennedy, Caroline Kennedy, Michael Kennedy, Courtney Kennedy, Kerry Kennedy, Robert Shriver tenant Timothy Shriver, Maria Shriver, Steve Smith Jr., Willie Smith, Christopher Lawford, Victoria Lawford, Sydney Lawford, Robin Lawford, et, au premier plan, John F. Kennedy Jr.

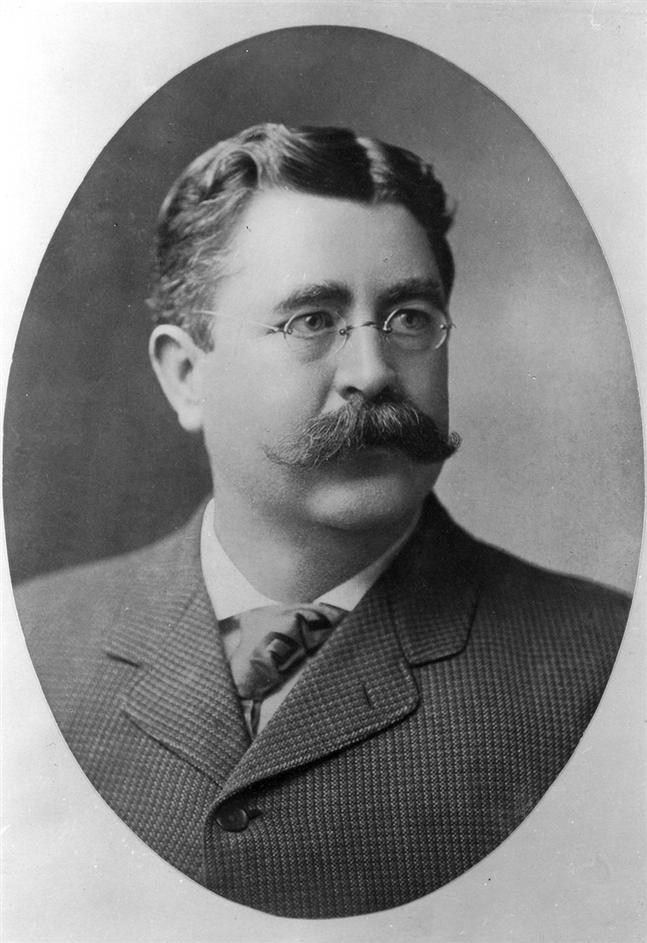
« P.J. » Patrick Joseph Kennedy II, cabaretier, importateur d'alcool, homme d'affaires, homme politique
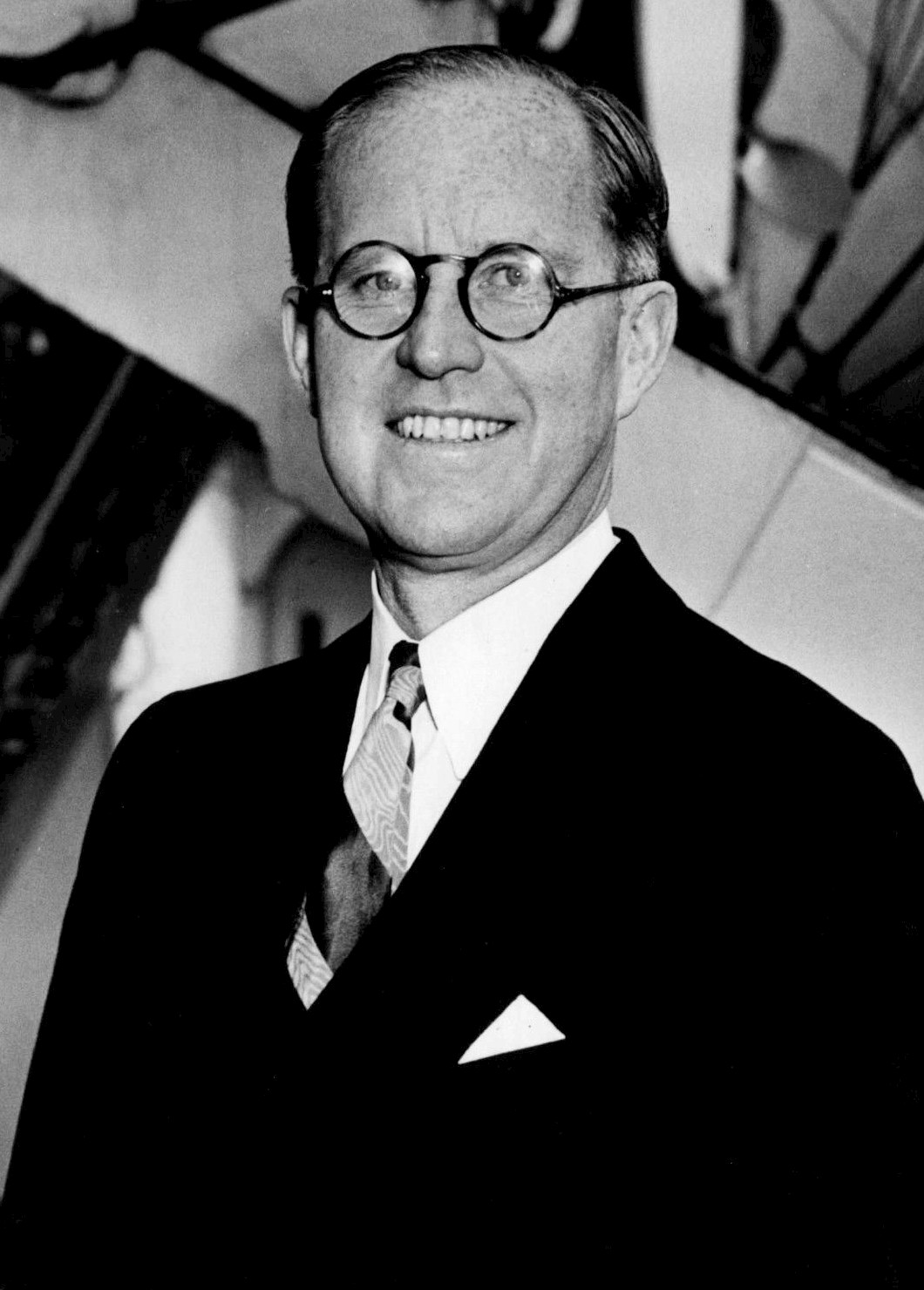
« Joe » Joseph Patrick Kennedy, Sr., homme politique, diplomate
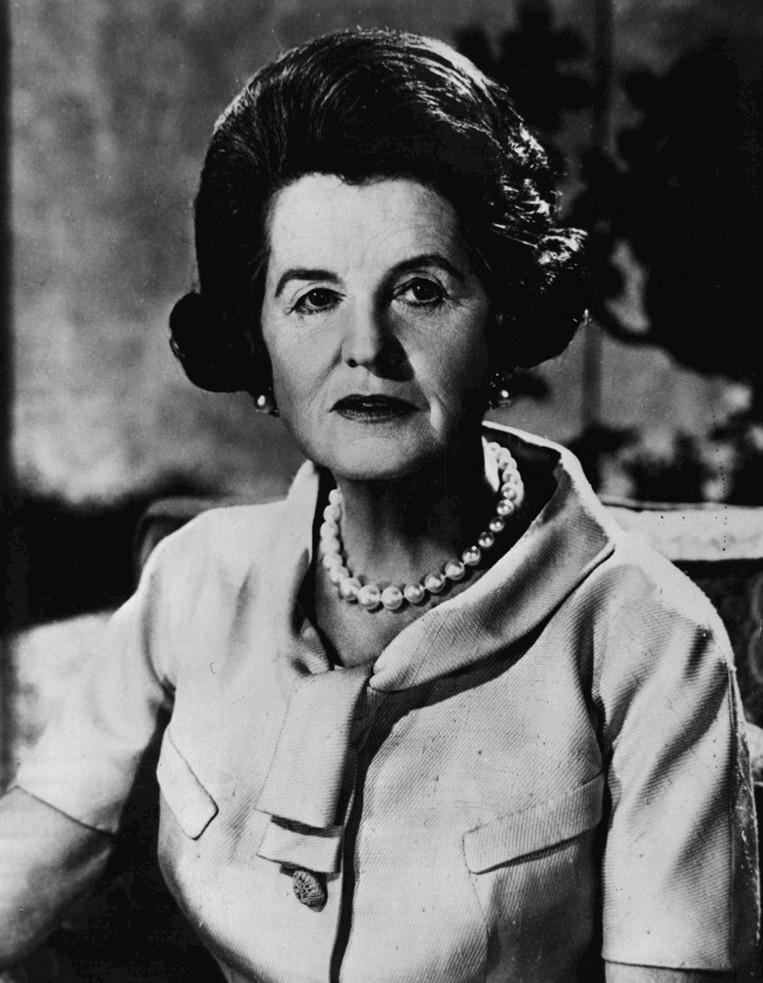
Rose Elizabeth Fitzgerald, épouse Kennedy , philanthrope
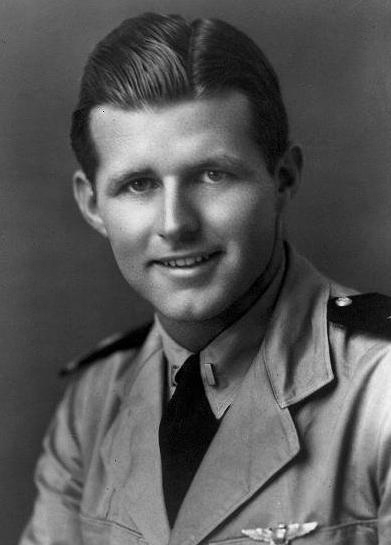
« Joe » Joseph Patrick Kennedy, Jr.
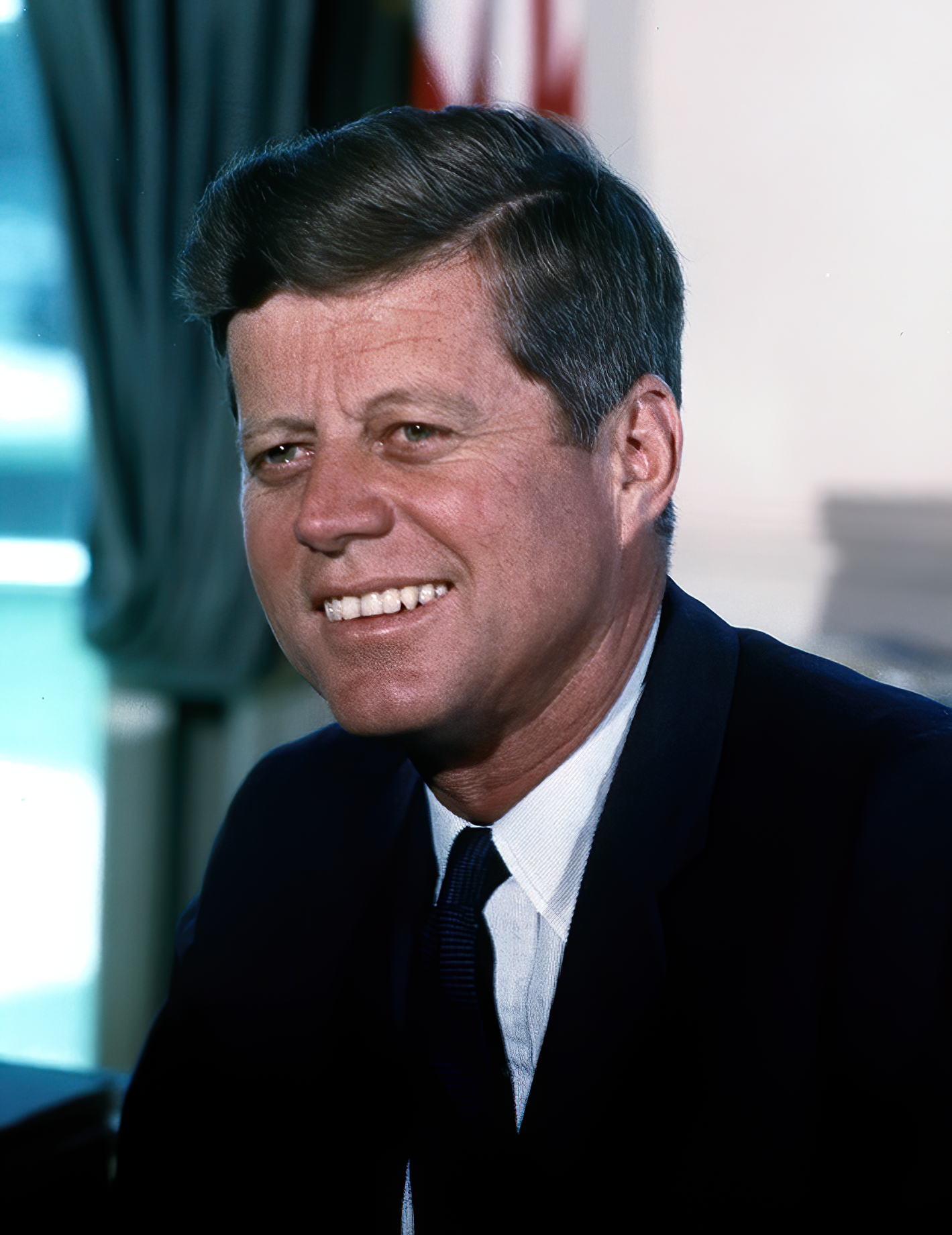
« Jack » John Fitzgerald Kennedy, Sr., président des États-Unis d'Amérique
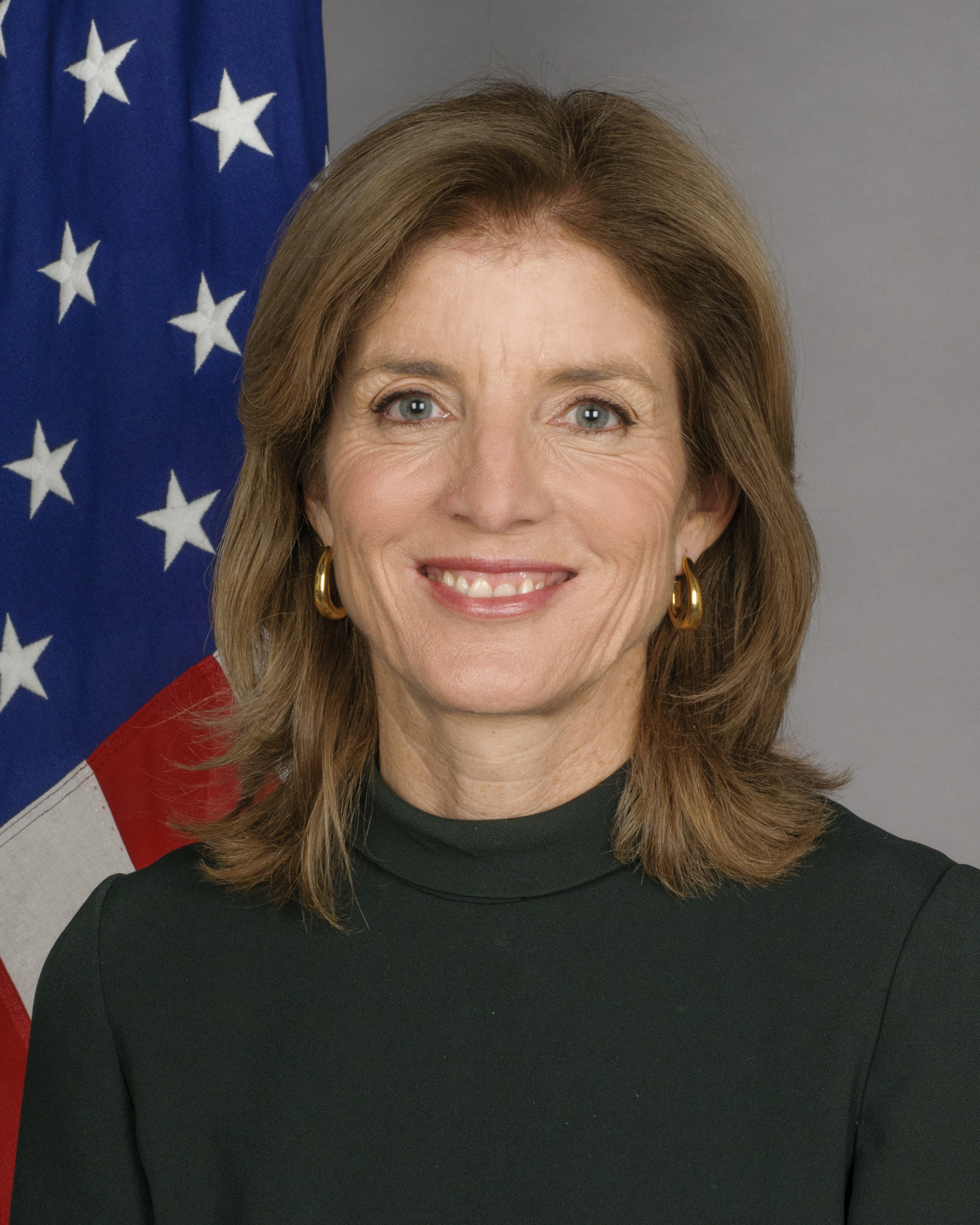
Caroline Bouvier Kennedy, épouse Schlossberg, diplomate, écrivaine, éditrice, avocate
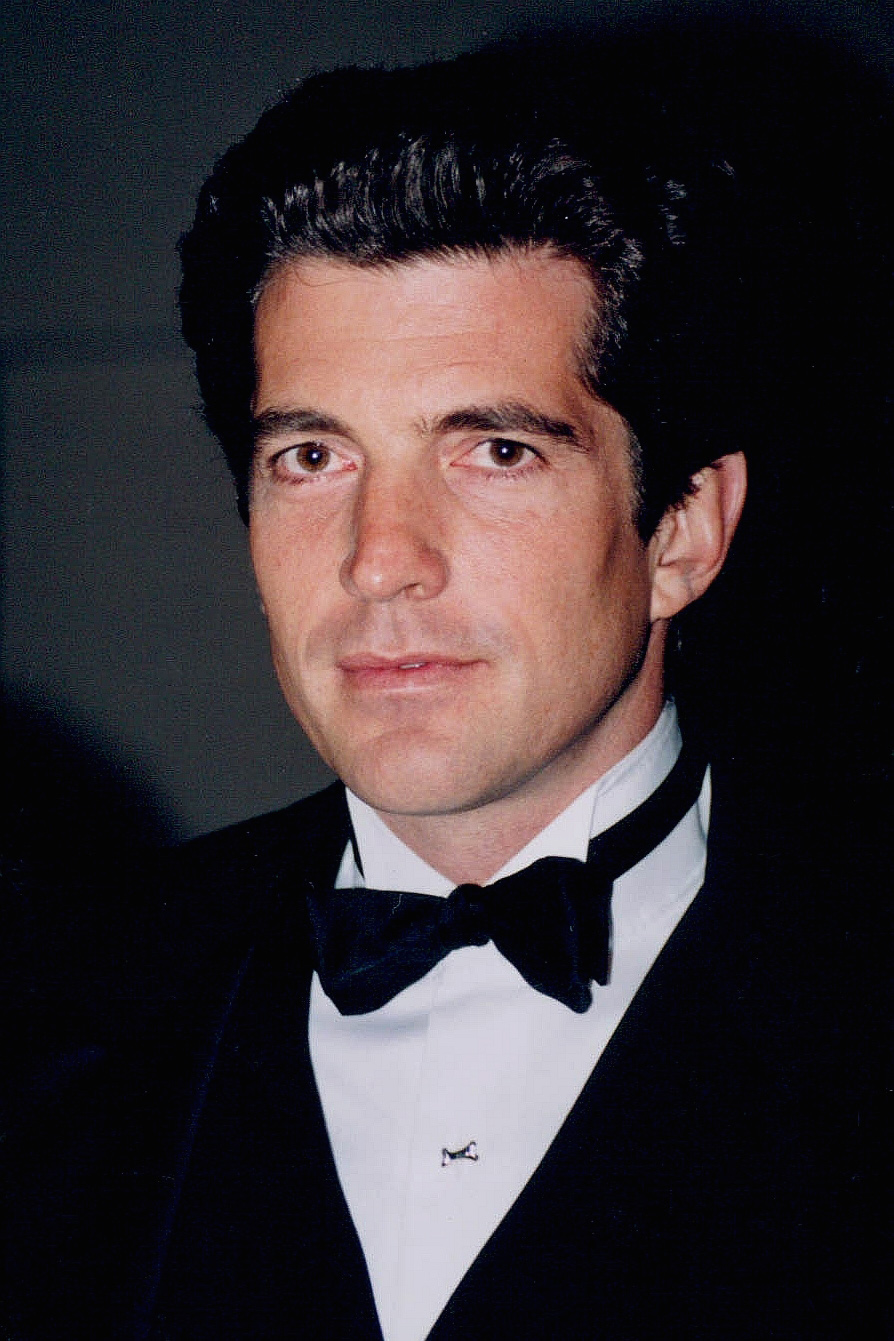
« John-John » John Fitzgerald Kennedy, Jr., avocat
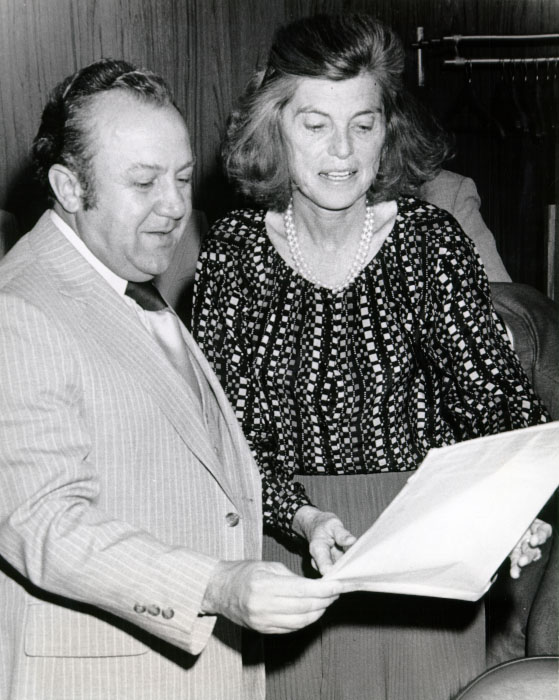
Eunice Mary Kennedy, épouse Shriver, fondatrice des Jeux olympiques spéciaux
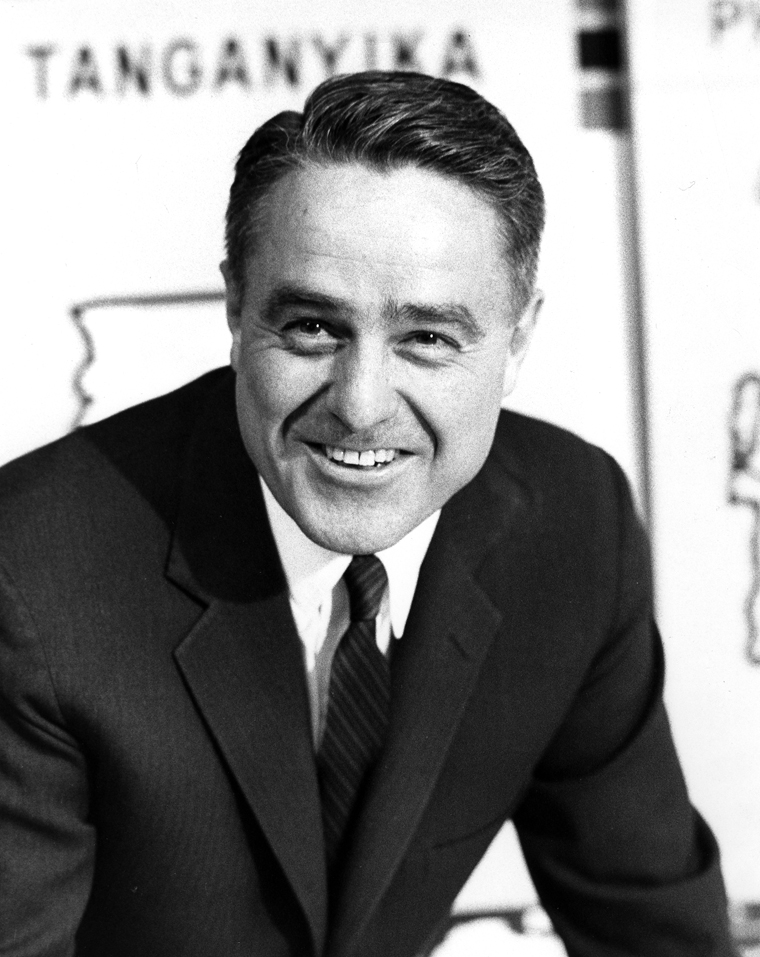
Robert Sargent Shriver II, juriste, homme politique
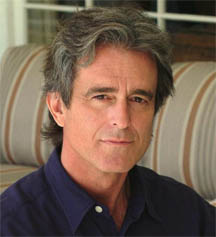
« Bobby » Robert Sargent Shriver III, producteur de cinéma
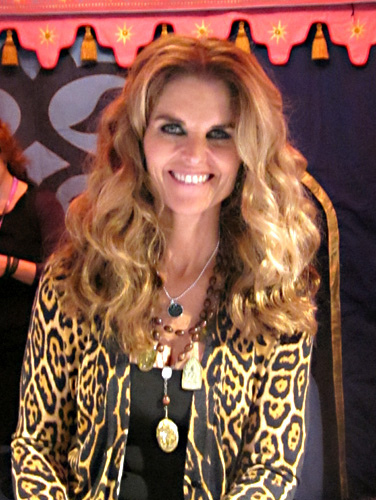
Maria Owings Shriver, ex-épouse Schwarzenegger, journaliste
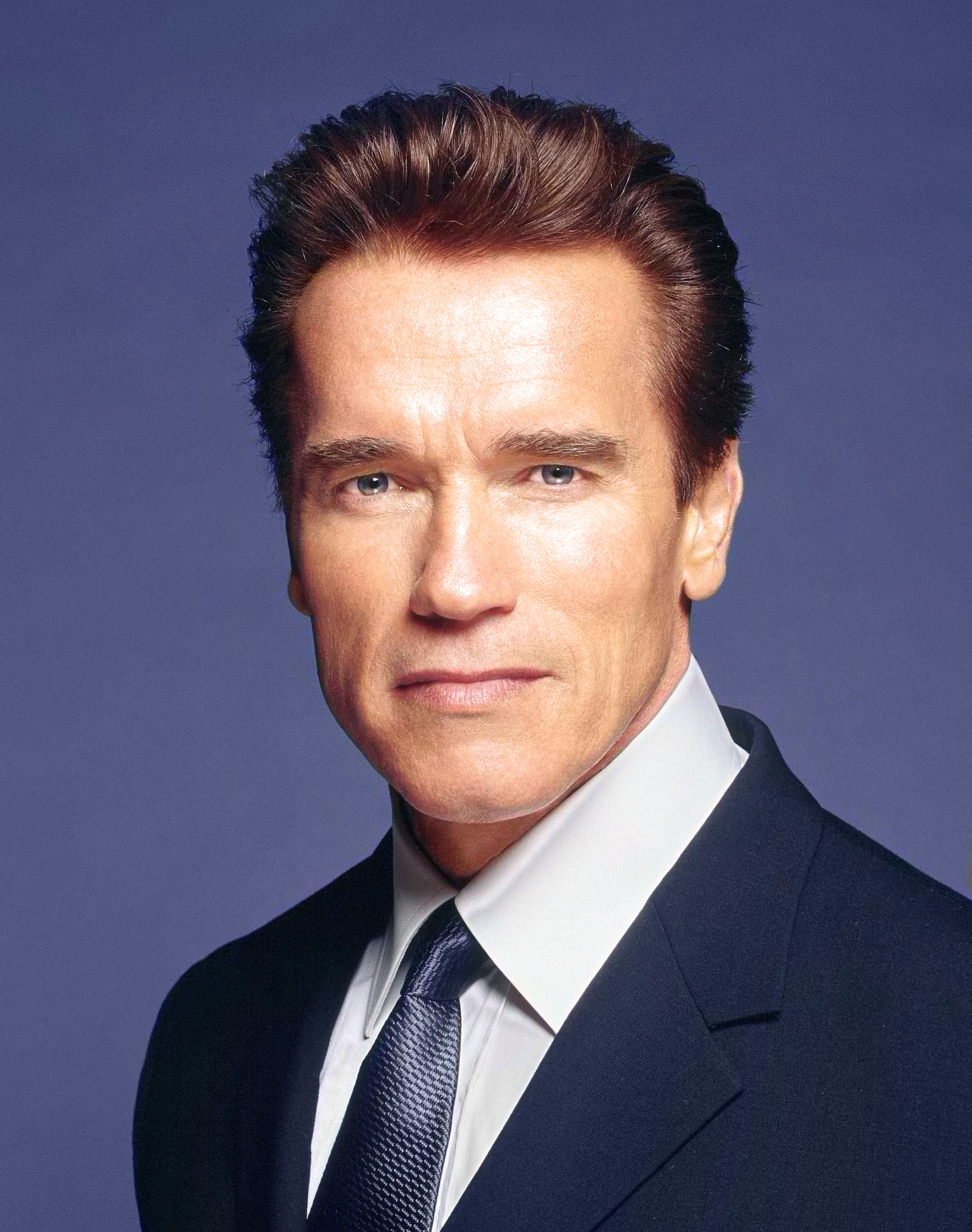
Arnold Alois Schwarzenegger, acteur de cinéma, homme politique
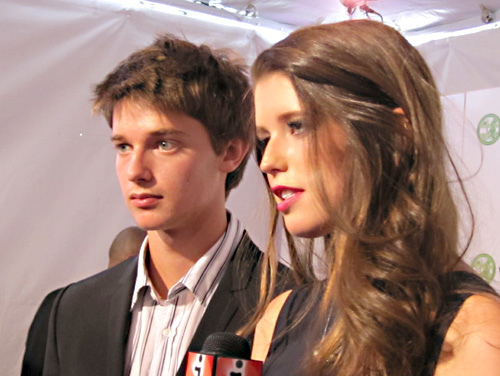
Patrick Arnold Shriver Schwarzenegger, mannequin, entrepreneur, acteur, et sa sœur aînée Katherine Eunice Schwarzenegger, écrivaine
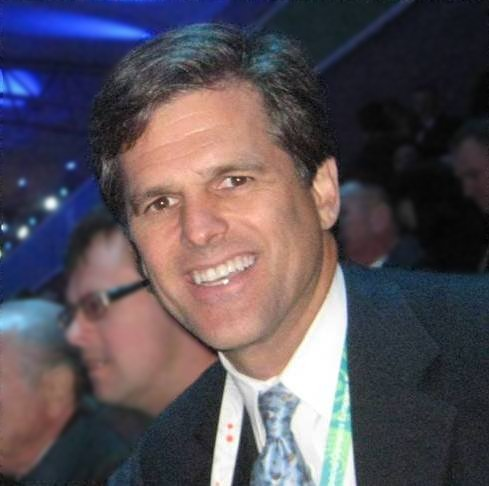
« Tim » Timothy Perry Shriver, président des Jeux olympiques spéciaux
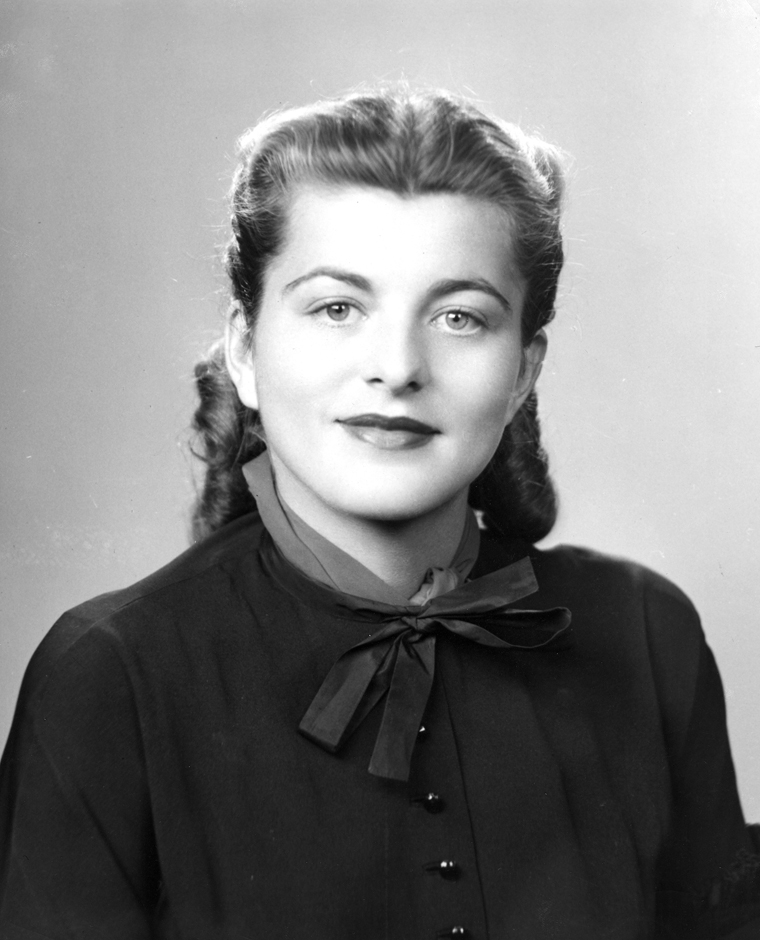
« Pat » Patricia Kennedy, ex-épouse Lawford
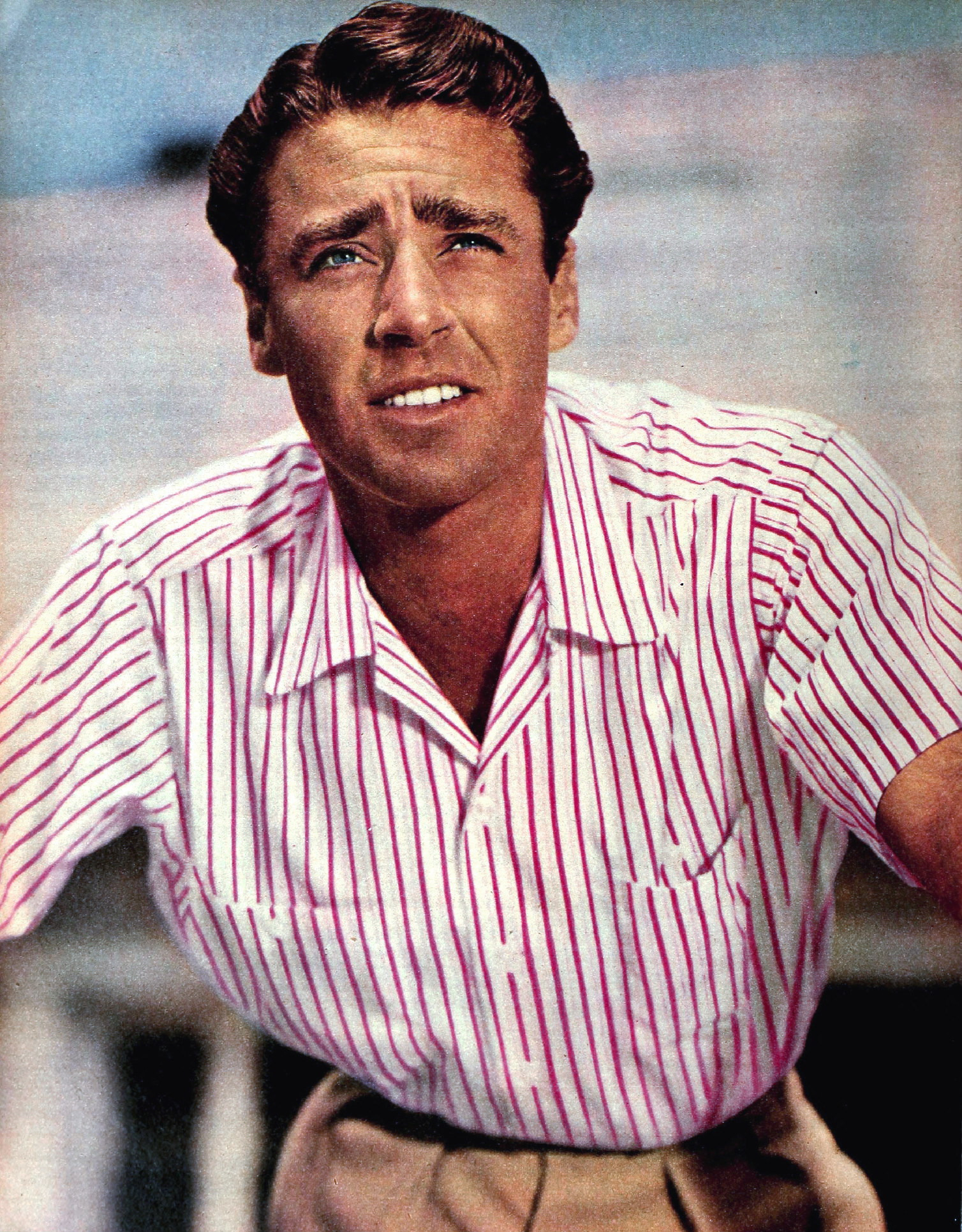
Peter Sydney Ernest Lawford, acteur de cinéma
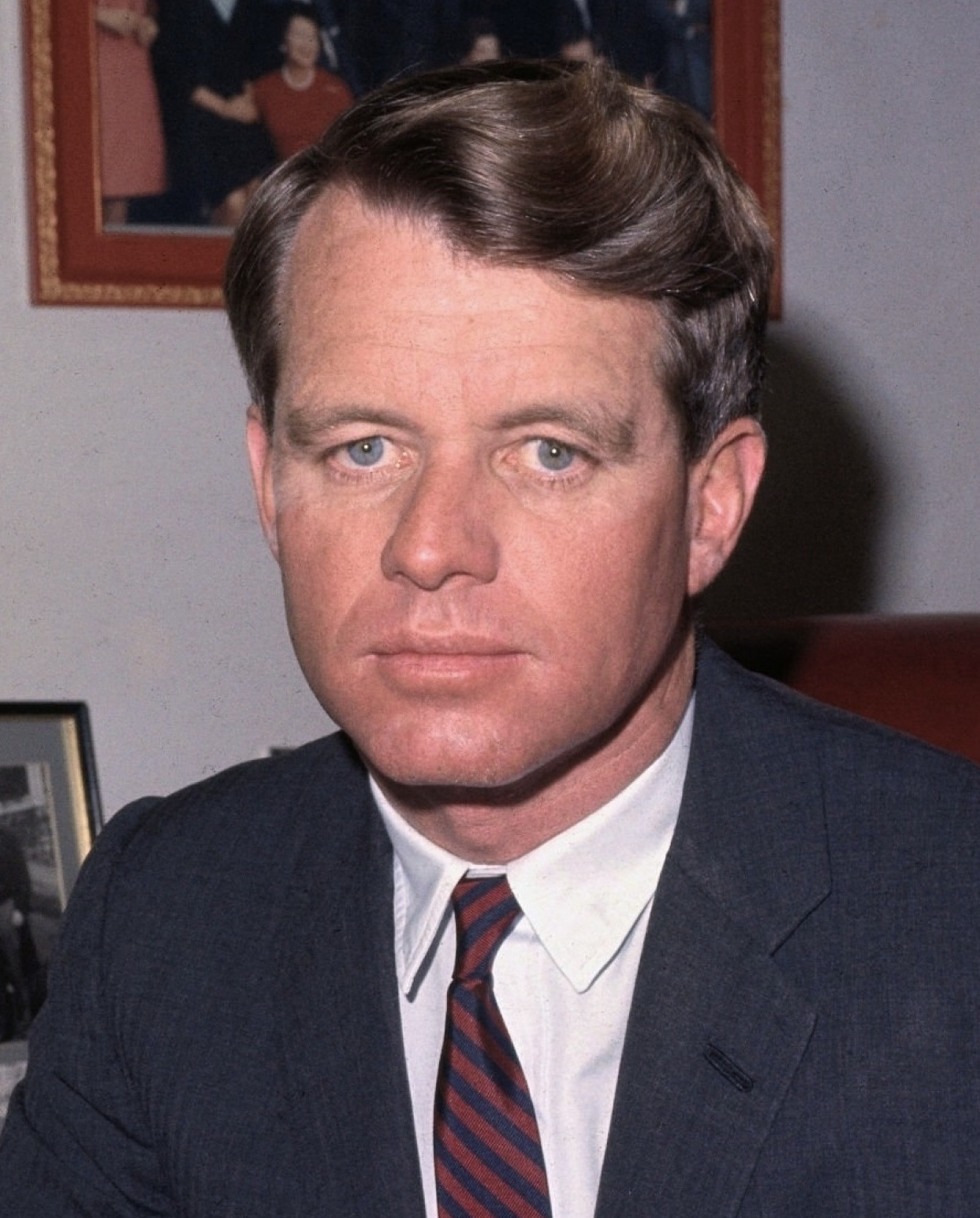
« Bobby » « Bob » Robert Francis Kennedy, magistrat, sénateur
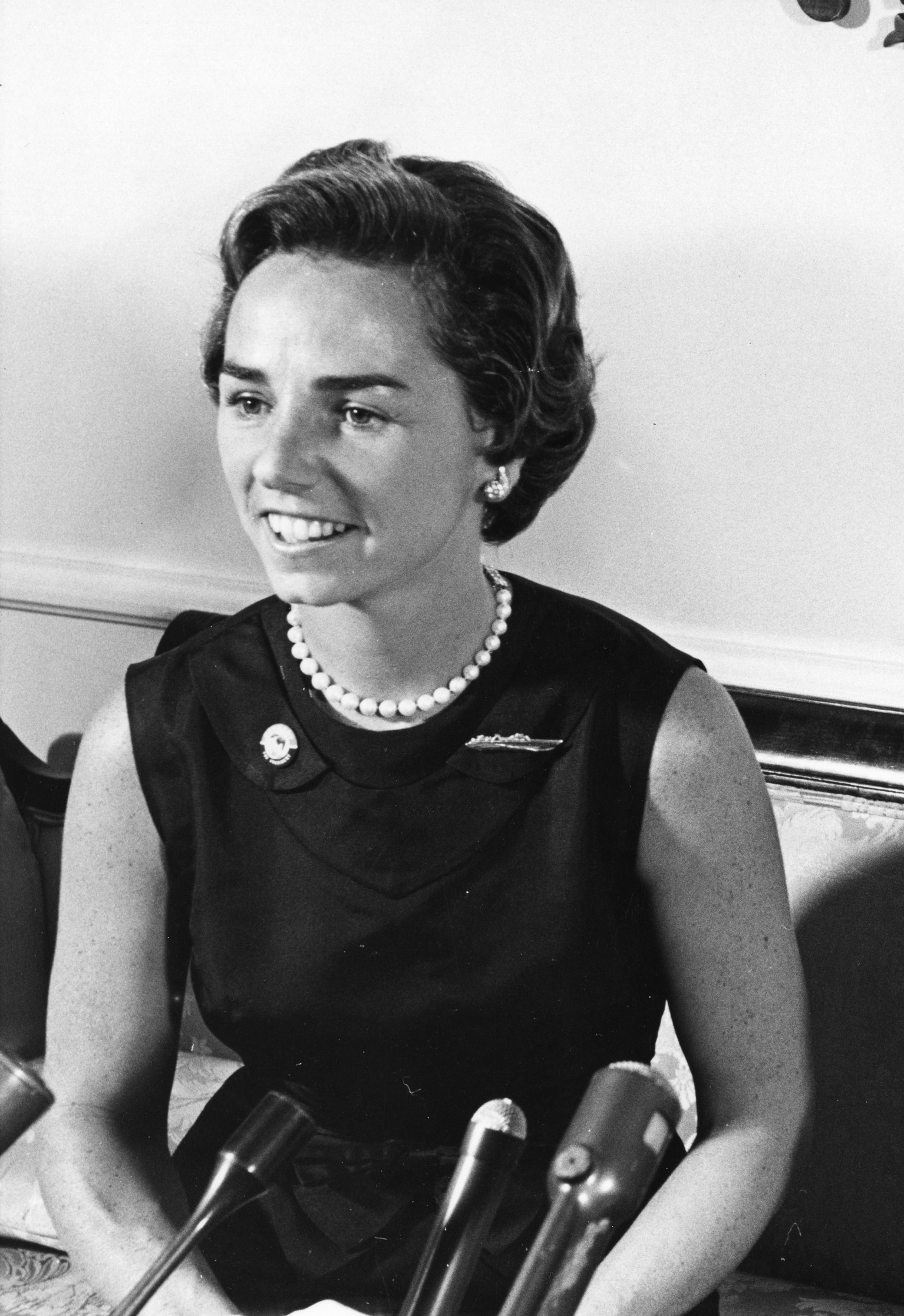
Ethel Skakel, épouse Kennedy
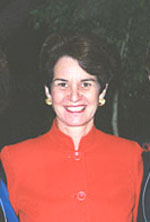
Kathleen Hartington Kennedy, épouse Townsend, femme politique, lieutenant-gouverneur du Maryland
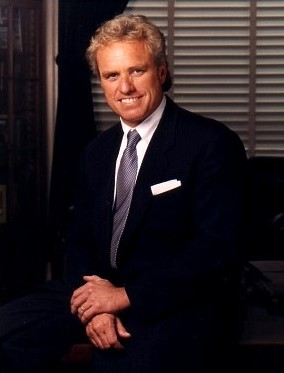
Joseph Patrick Kennedy II, homme d'affaires, homme politique
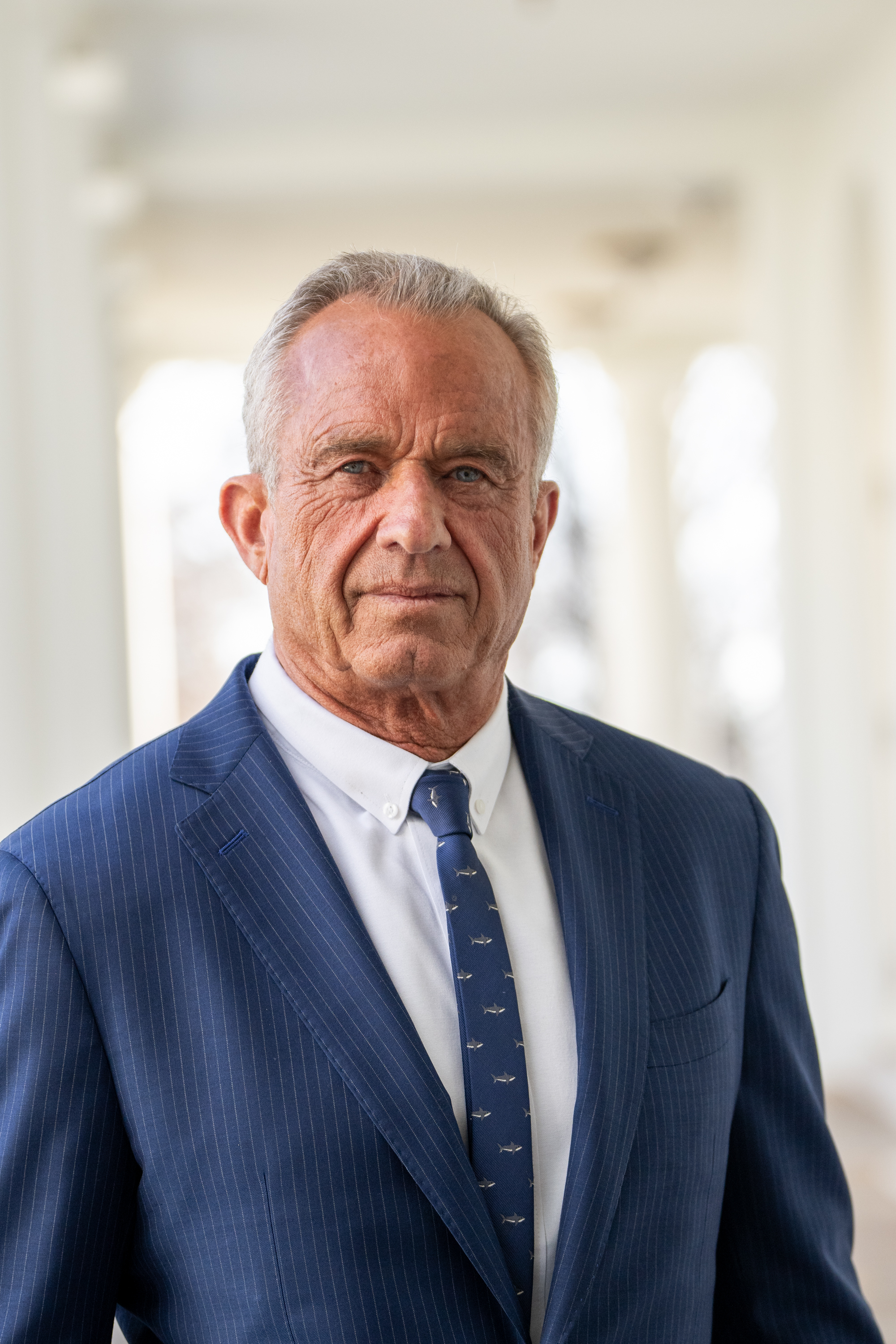
Robert Francis Kennedy II, homme politique, avocat spécialisé dans le droit de l'environnement
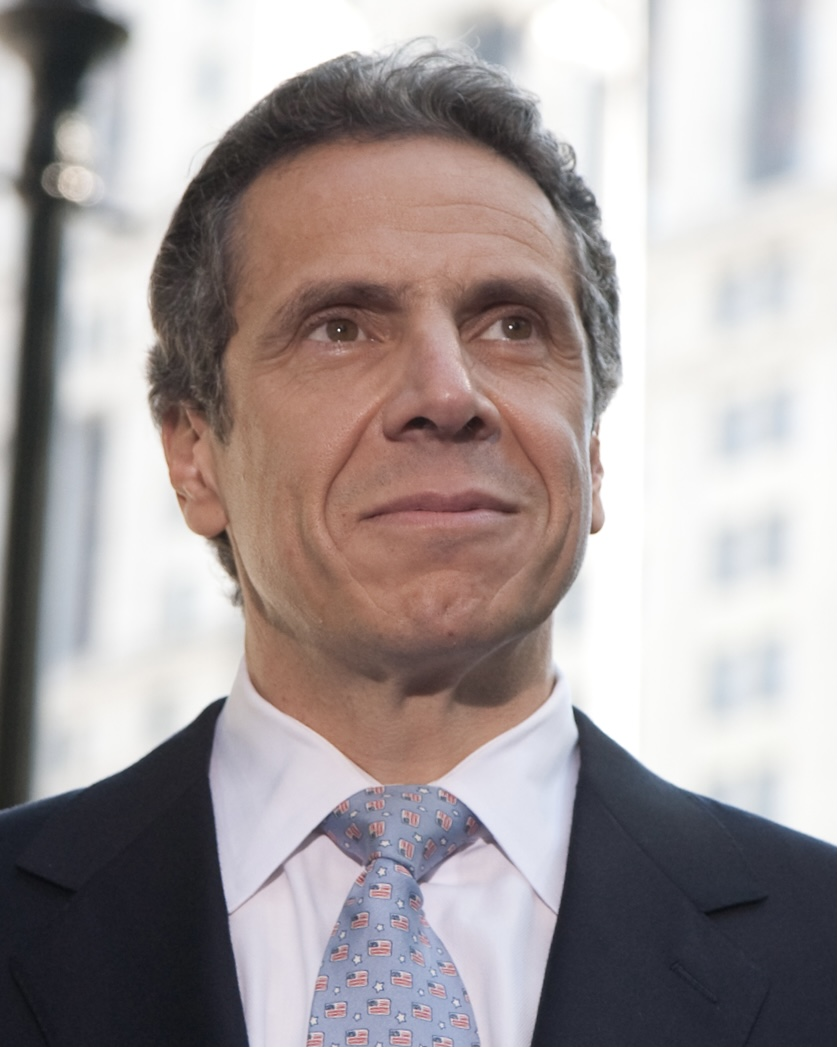
Andrew Mark Cuomo, homme politique, gouverneur de l'État de New York
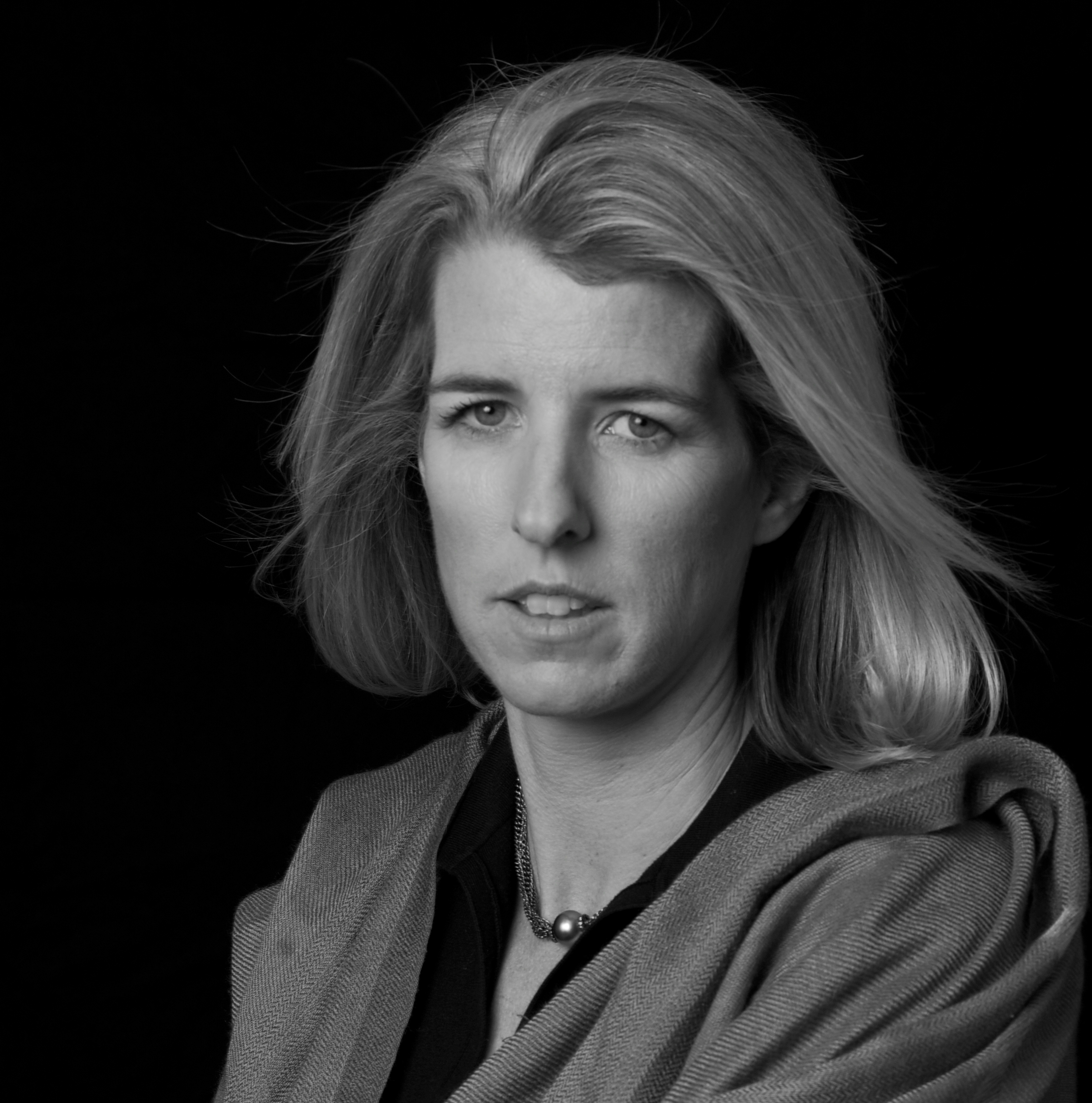
Rory Elizabeth Katherine Kennedy, épouse Bailey (11 décembre 1968), réalisatrice, productrice
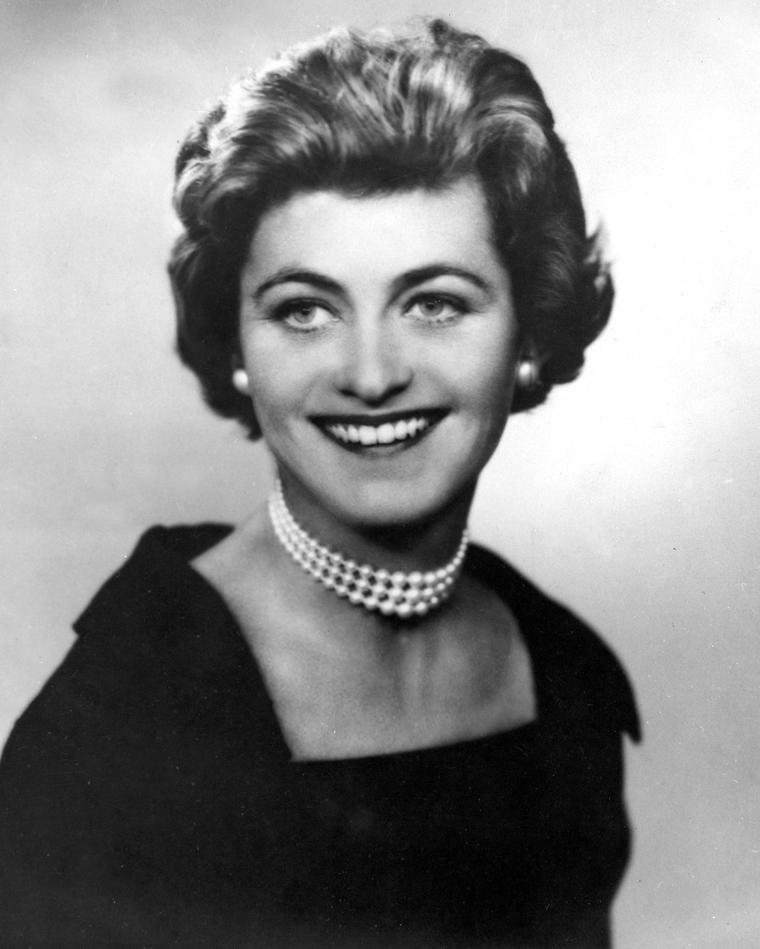
Jean Ann Kennedy, épouse Smith, ambassadrice en Irlande
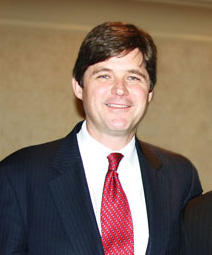
William Kennedy Smith, médecin
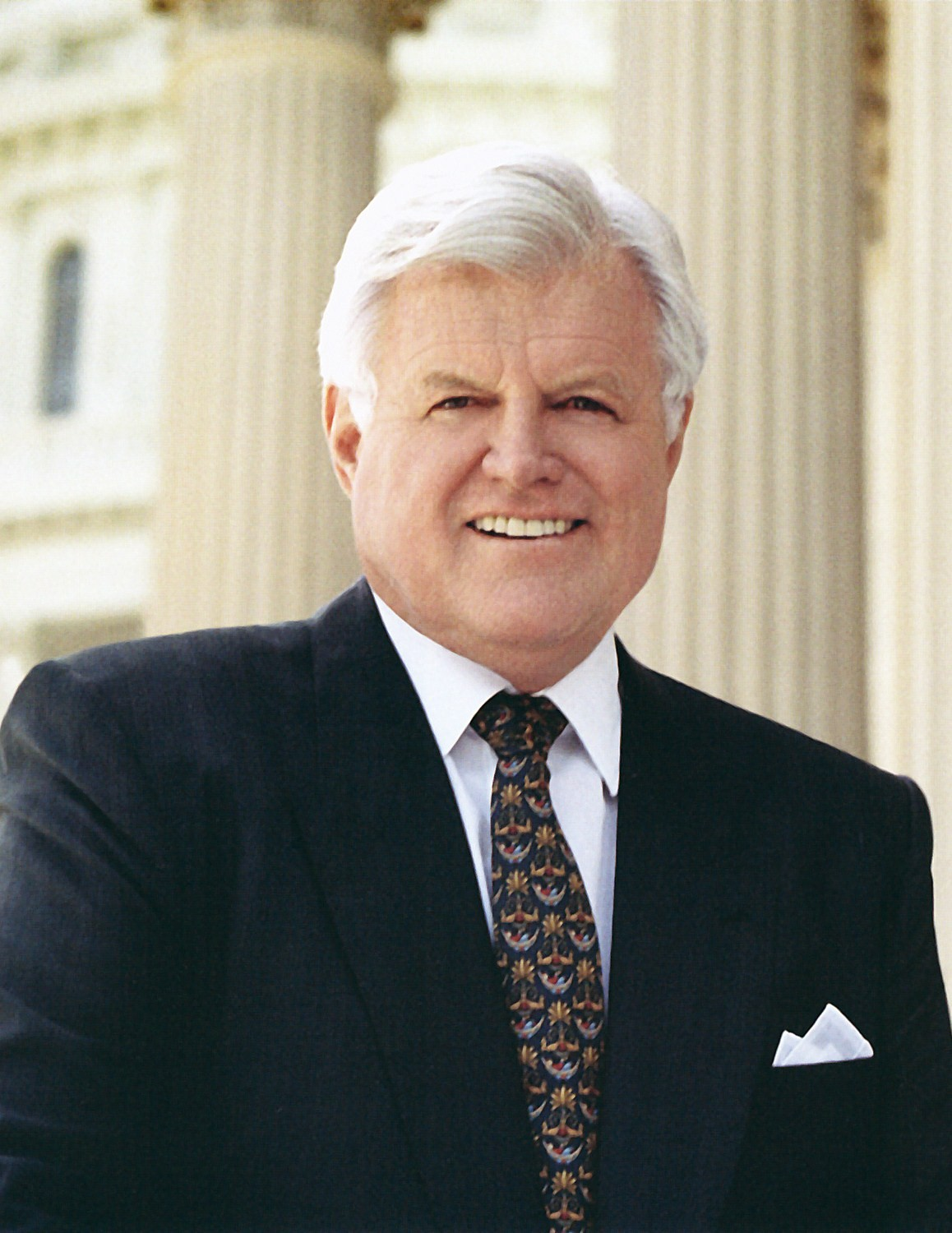
« Ted » Edward Moore Kennedy, journaliste, homme politique
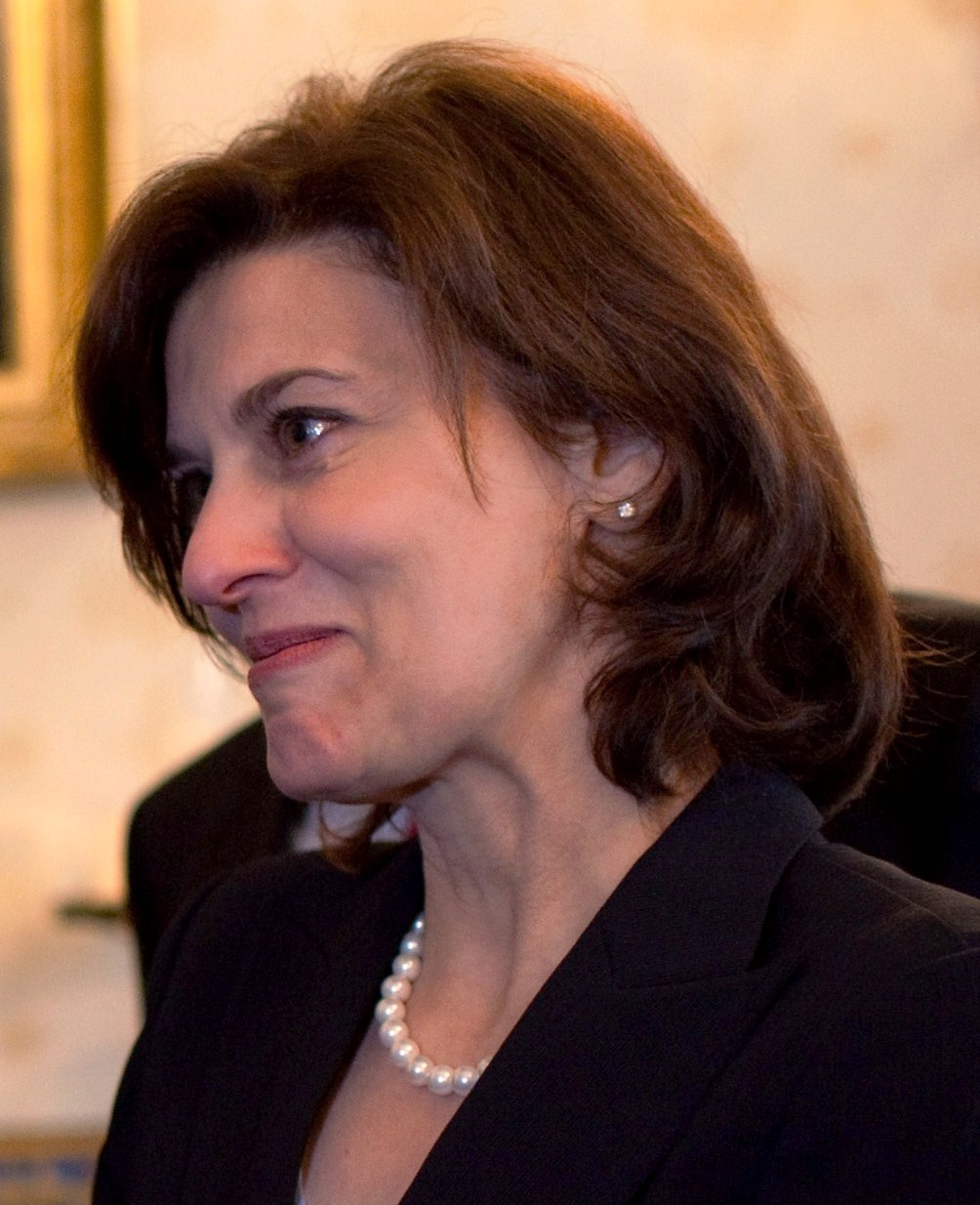
« Vicki » Victoria Anne Reggie, épouse Kennedy (née le 26 février 1954 à Crowley), avocate
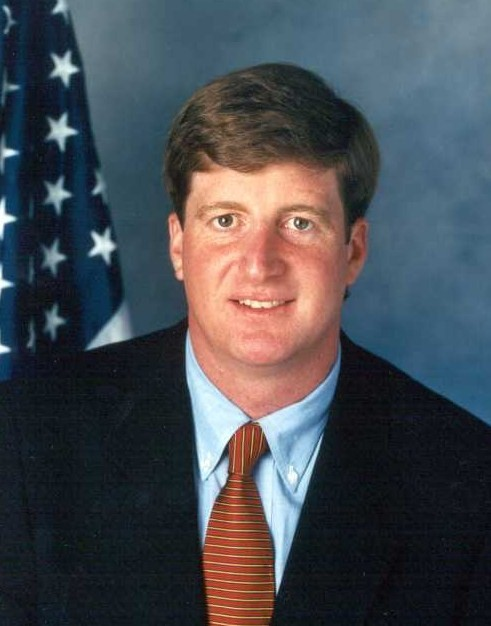
Patrick Joseph Kennedy III, homme politique
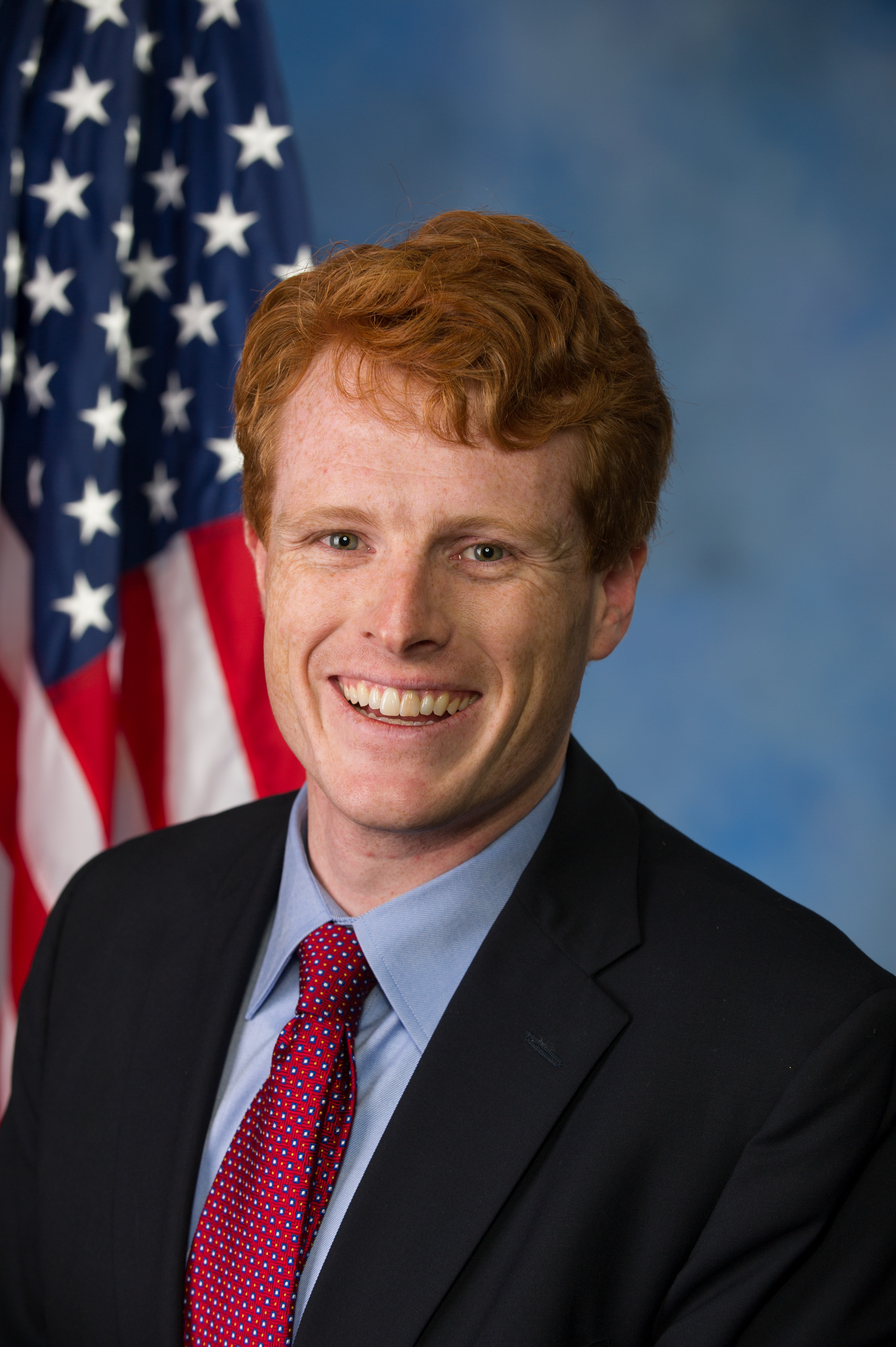
« Joe » Joseph Patrick Kennedy III, homme politique

## Dans la fiction
- 2016 : Jackie de Pablo Larraín, long métrage franco-américano-chilien centré sur la réaction de Jacqueline Kennedy (interprétée par Natalie Portman) après l'assassinat de son mari.
- 2011 : Les Kennedy de Jon Cassar, mini-série canadienne relatant l'ascension de John Fitzgerald Kennedy (joué par Greg Kinnear) à la présidence des États-Unis.
- 1991 : JFK d'Oliver Stone, long métrage américain sur l'assassinat de John Fitzgerald Kennedy.